# 84-es busz (Szeged)
A szegedi 84-es jelzésű autóbusz a Makkosház és Újszeged, Gabonakutató között közlekedik munkanapokon, csúcsidőben. 2016-ig 84A jelzéssel betétjárata is közlekedett munkanapokon, csúcsidőben a Tarján, víztorony és Újszeged, Gabonakutató között. A 84-es busz Újszegedet kapcsolja össze a Bertalan hídon át Felsővárossal, Tarjánnal és Makkosházzal. A járatot a MÁV Személyszállítási Zrt. üzemelteti. A vonalon Mercedes-Benz Conecto és Scania Citywide típusú autóbuszok fordulnak elő a leggyakrabban.

## Története
14-es
A járat elődje a 14-es busz volt, amely a Tarján, Víztorony tér és a Füvészkert között közlekedett 1979. november 5-étől, a Bertalan híd átadása utáni hétfőtől.[forrás?]
84-es
A 84-es 1985-ben a Makkosház és a Füvészkert között közlekedett.
84F
A 84F 1997-ben és 1999-ben a Tarján, Víztorony tér és a Füvészkert között járt, csak munkanapokon, de ezeken belül is néhány indulása csak az iskolai napokra korlátozódott.A legutolsó menetrendje szerint munkanapokon Tarjánból 5.10-kor, 6.45-kor, 7.05-kor (csak iskolai előadási napokon közlekedett), 7.15-kor (csak iskolai előadási napokon közlekedett), 7.35-kor (csak iskolai előadási napokon közlekedett), 13.10-kor és 13.50-kor, a Füvészkerttől 5-30-kor, 7.05-kor, 7.25-kor (csak iskolai előadási napokon közlekedett), 7.35-kor (csak iskolai előadási napokon közlekedett ), 7.55-kor (csak iskolai előadási napokon közlekedett), 13.30-kor, 14.10-kor és 15.35-kor indult.
84A
A 84F 2004. július 2-án járt utoljára, helyette 84A jelzéssel indult betétjárat Tarján, Víztorony tér és Újszeged, Gabonakutató között. 2016. június 15-én a 84A busz megszűnt, pótlására a 90-es buszt Újszegedig hosszabbították. Ennek eredményeként a 84-est nagyon megritkították.

## Útvonala
| Újszeged, Gabonakutató felé | Makkosház felé |
| --- | --- |
| Makkosház vá. – Makkosházi körút – Budapesti körút – Csillag tér – Szilléri sugárút – Római körút – Bertalan híd – Temesvári körút – Csanádi utca – Vedres utca – Újszeged, Gabonakutató vá. | Újszeged, Gabonakutató vá. – Vedres utca – Csanádi utca – Temesvári körút – Bertalan híd – Római körút – Szilléri sugárút – Csillag tér – Budapesti körút – Makkosházi körút – Makkosház vá. |

## Megállóhelyei
Az átszállási kapcsolatok között a Makkosházi körút és Újszeged, Gabonakutató között azonos útvonalon közlekedő 90-es busz nincs feltüntetve!
| 0  | Makkosház végállomás                                          | 17 | 8, 19                                                                        |
| 1  | Ipoly sor                                                     | 16 | Helyközi buszok 1518                                                         |
| 2  | Makkosházi körút (↓) Makkosházi körút (Csongrádi sugárút) (↑) | 15 | 2 5, 8, 9, 19 90F, 90H Helyközi buszok                                       |
| 3  | Agyagos utca                                                  | 13 | 90F, 90H                                                                     |
| 4  | József Attila sugárút (Budapesti körút)                       | 12 | 3, 3F, 4 77, 77A, 77Y, 90F, 90H Helyközi buszok 1374, 1375, 1486, 1515, 1516 |
| 6  | Tarján, víztorony                                             | 11 | 10, 19 77, 77A, 90F, 90H                                                     |
| 8  | Csillag tér (Budapesti körút)                                 | 10 | 9, 10, 19 20, 21, 24, 77, 77A, 90F, 90H                                      |
| 9  | Fecske utca                                                   | 8  | 10 77, 77A                                                                   |
| 11 | Sajka utca (↓) Római körút (Szilléri sugárút) (↑)             | 7  | 10 73, 73Y, 77, 77A Helyközi buszok                                          |
| 12 | Szent-Györgyi Albert utca                                     | 5  | 32, 71, 71A Helyközi buszok                                                  |
| 15 | Fő fasor (Temesvári körút)                                    | 3  | 32, 72, 72A                                                                  |
| 16 | Sportcsarnok (Temesvári körút)                                | 2  | 60, 60Y, 67, 67Y, 72, 72A Helyközi buszok                                    |
| 17 | Csanádi utca                                                  | 1  | 5, 7                                                                         |
| 18 | Újszeged, Gabonakutató végállomás                             | 0  | 70 Helyközi buszok                                                           |